# 中国高速鉄道CRH1型電車
中国高速鉄道CRH1型電車は、広深線などで運用されている高速鉄道車両である。
この項目では中国高速鉄道CRH380D型電車についても解説する。

## 概要
中華人民共和国鉄道部が第6次在来線スピードアップを目的に、ドイツのボンバルディア・トランスポーテーション社（カナダに本拠をおくボンバルディア・グループの鉄道部門）などと提携して導入されている高速鉄道車両である。
スウェーデン・SJ AB社のRegina C2008形を基に製造された。
2007年2月1日から広深線（広州 - 深圳）で営業運転を開始した。現在は上海近隣など他地域でも運行されている。
なお、外国からの技術移転を基にライセンス生産されているCRH車両は「和諧号」（和諧＝調和の意）と呼ばれている。

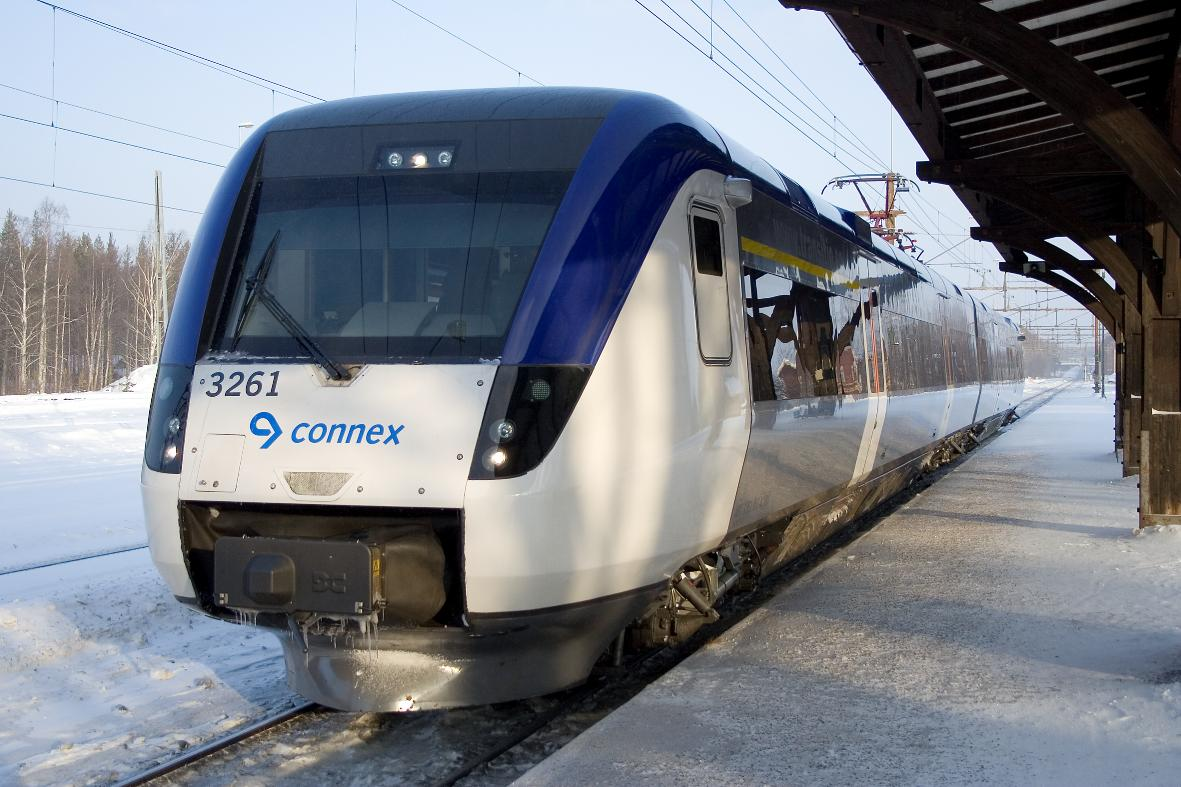
CRH1A、CRH1Bのベースとなったドイツ・ボンバルディア・トランスポーテーションの Regina

## 種類・編成

### CRH1A
CRH1A型電車は8両編成で組成され、1両目から次のように番号が振られる。
| 1 M ZY 1xxx01 | 2 Tp ZE 1xxx02 | 3 M ZE 1xxx03 | 4 M ZE 1xxx04 | 5 T ZEC 1xxx05 | 6 M ZE 1xxx06 | 7 Tp ZE 1xxx07 | 8 M ZY 1xxx00 |

- xxx: 編成の番号 (001-040、167、168)
- ZY: 一等車
- ZE: 二等車
- ZC: 食堂車

| 1 M ZY 1xxx01 | 2 Tp ZE 1xxx02 | 3 M ZE 1xxx03 | 4 M ZEC 1xxx04 | 5 T ZE 1xxx05 | 6 M ZE 1xxx06 | 7 Tp ZE 1xxx07 | 8 M ZY 1xxx00 |

- xxx: 編成の番号 (081-166)
- ZY: 一等車
- ZE: 二等車
- ZC: 食堂車

うち00と01号車は先頭車で、車体に「CRH1A-xxxx」と記載されている。02と07号車はパンタグラフを搭載する。

1081～1166編成については編成の組成が他編成と異なっている。

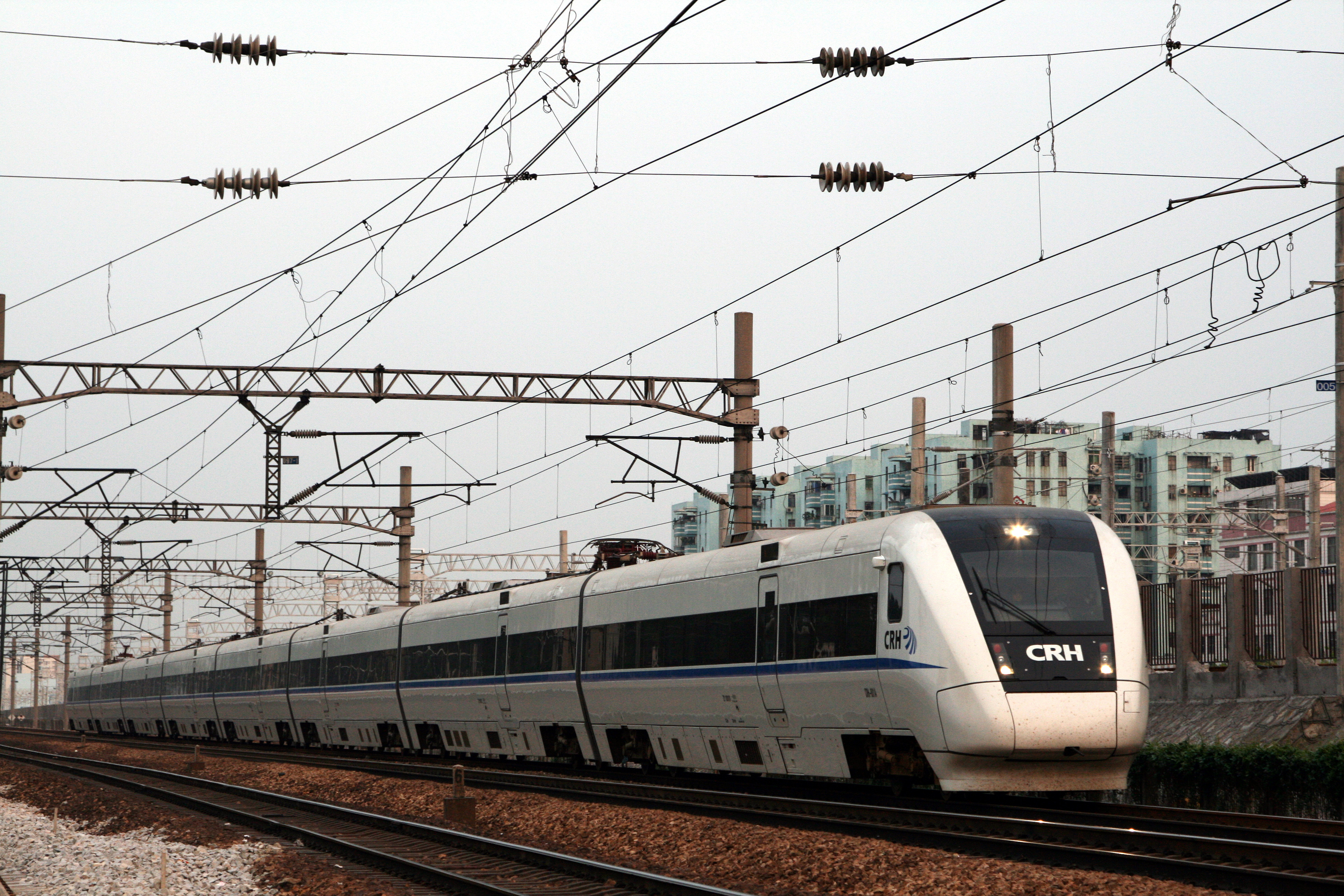
CRH1A
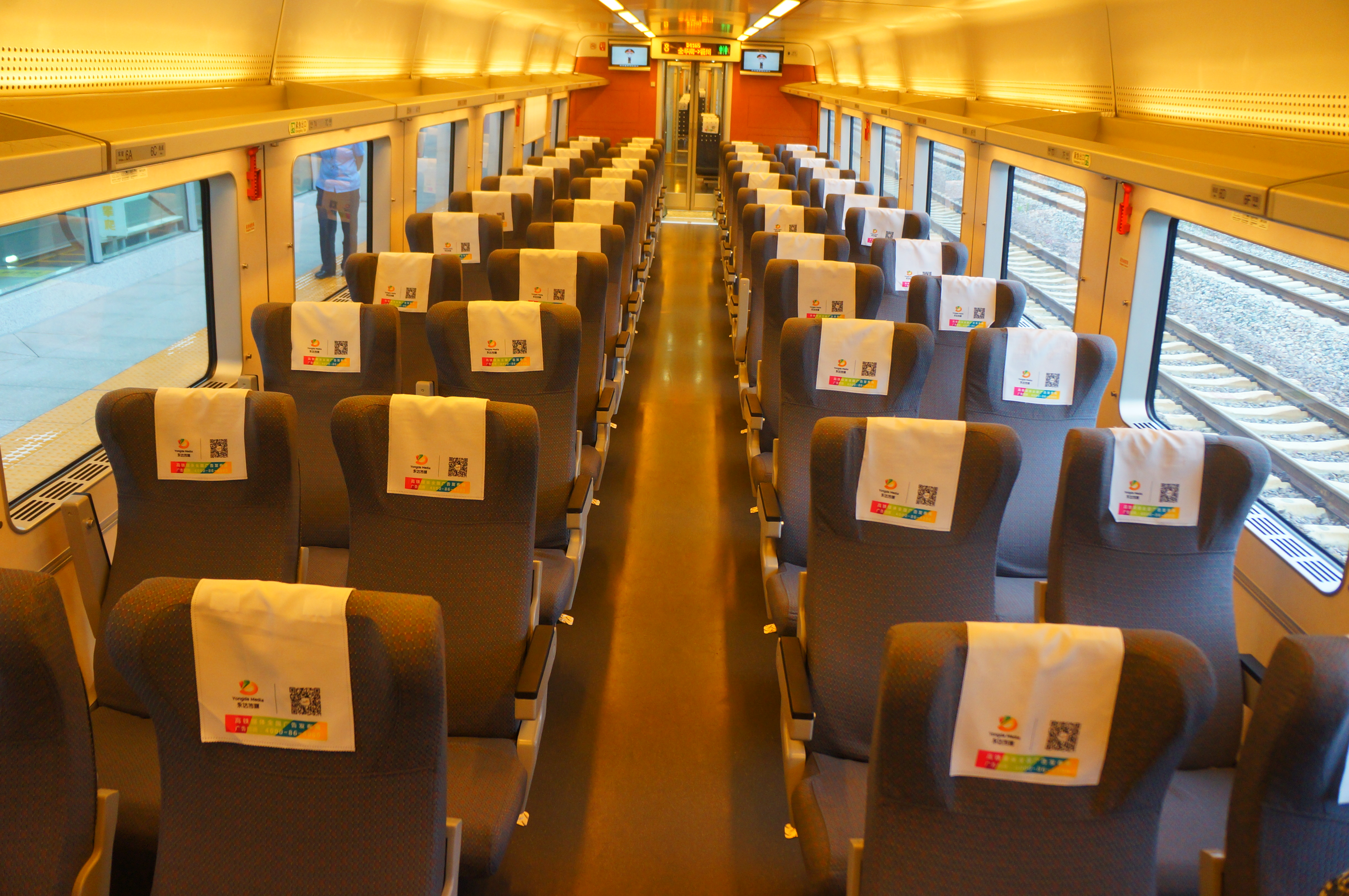
CRH1Aの一等車案内
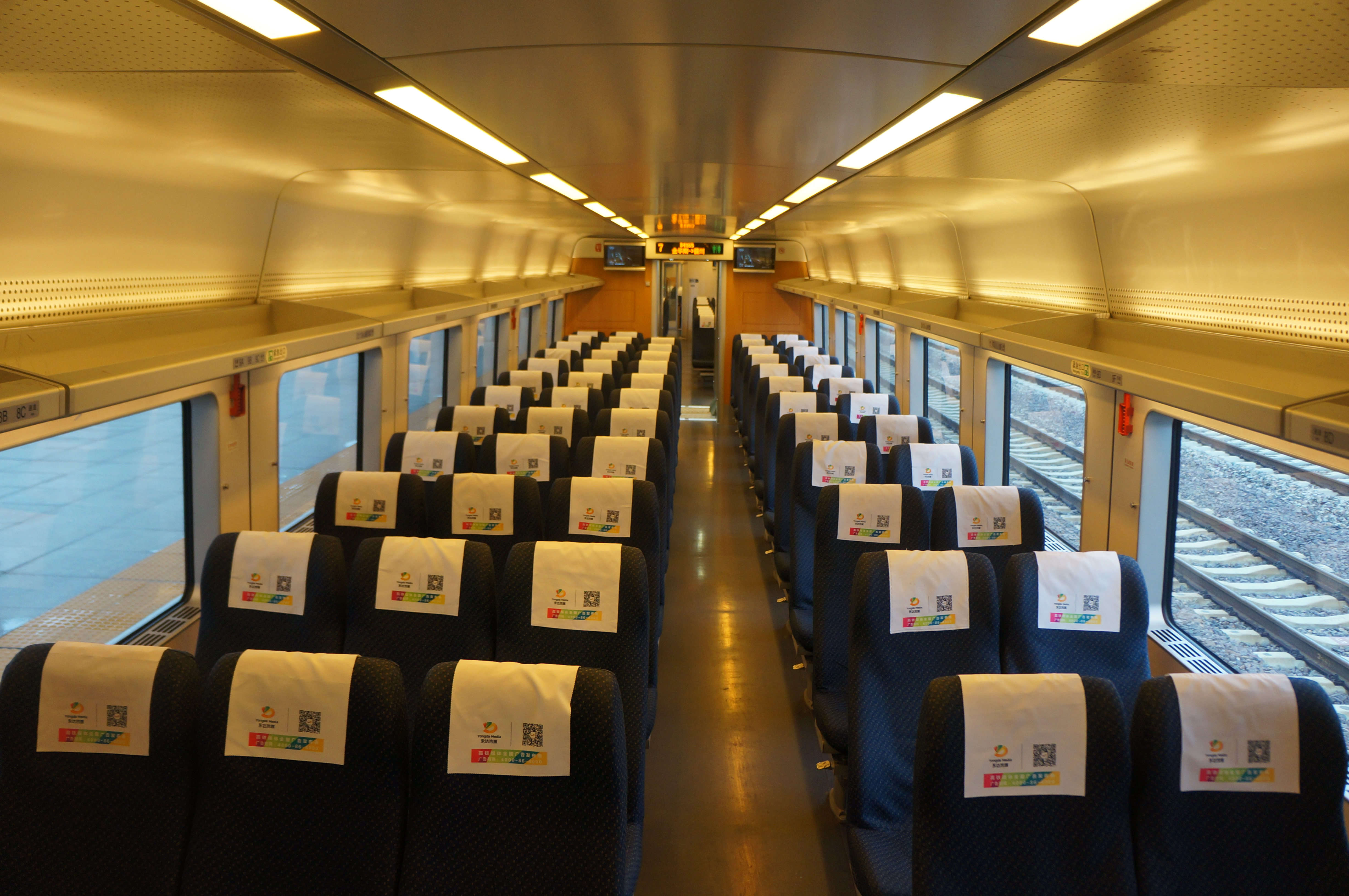
CRH1Aの二等車案内
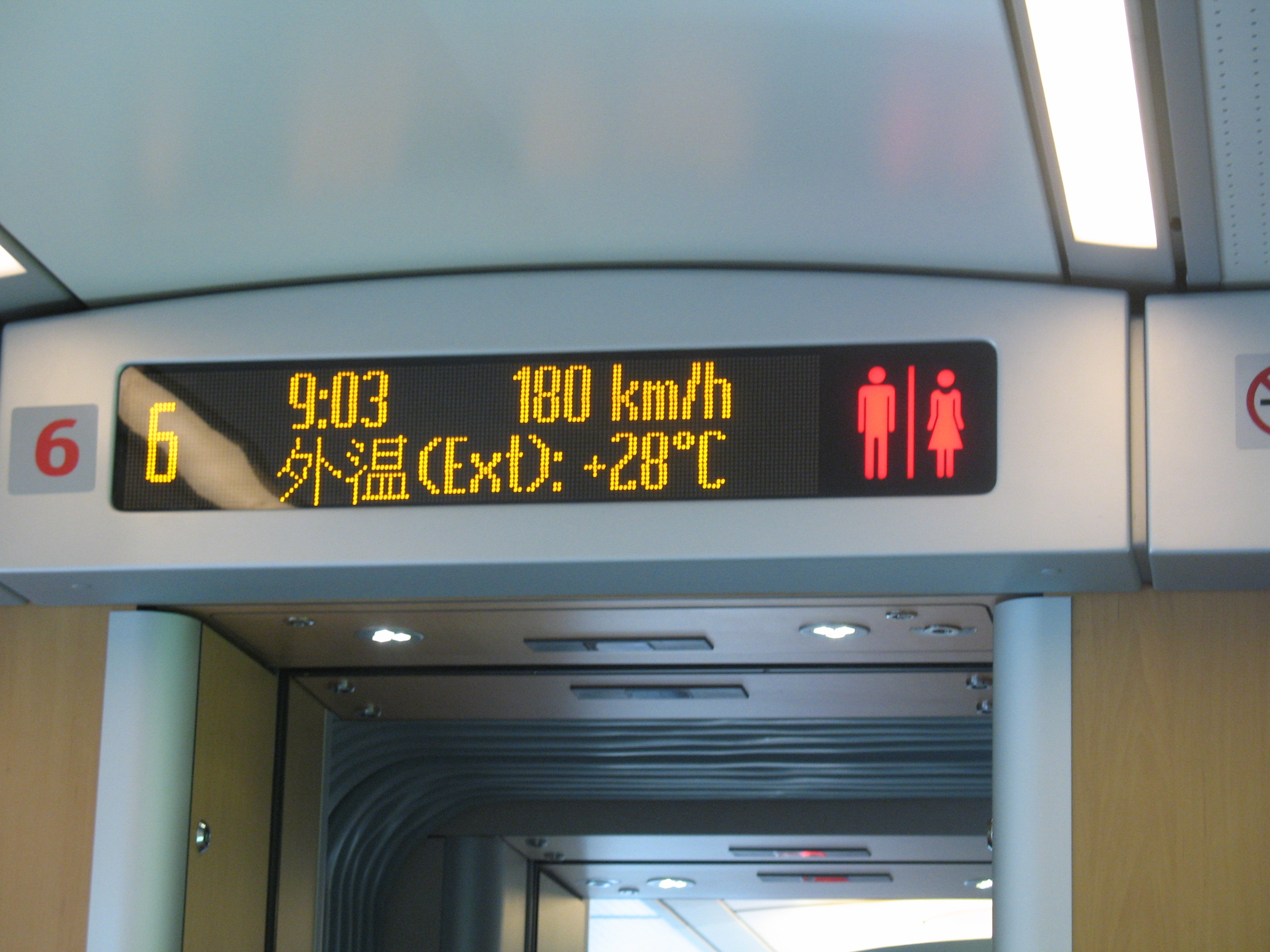
CRH1A型電車の車内電光掲示板
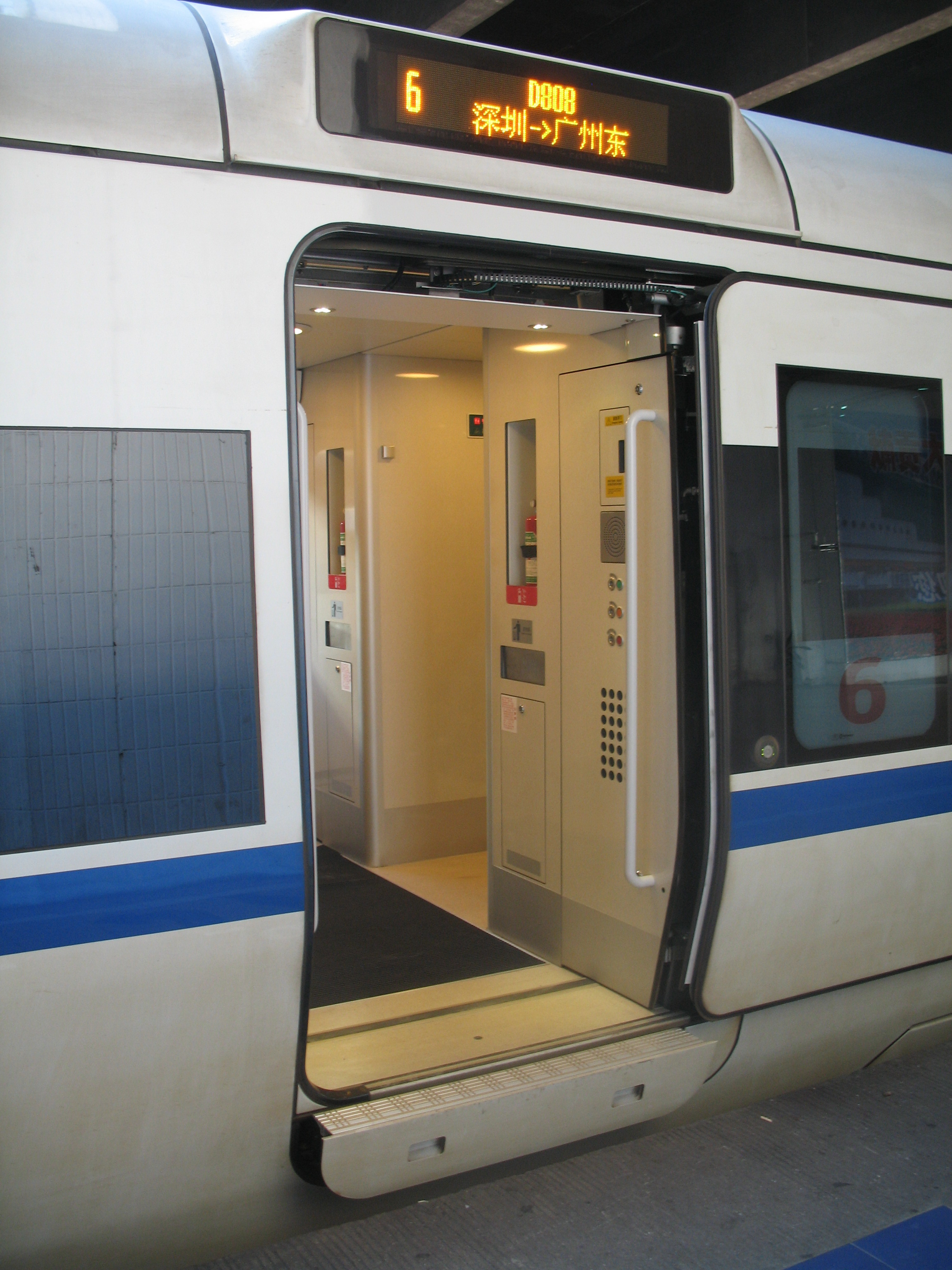
CRH1 のドア

### CRH1A-A
CRH1A-A型電車は、ボンバルディア・トランスポーテーション社の高速鉄道車両Zefiro250NGをベースにしたCRH1Aの増備車。2016年に登場した。CRH380Dと比べて先頭部が短く、塗装も異なっている。

8両編成で組成され、1両目から次のように番号が振られる。
| 1 M ZY 1xxx01 | 2 Tp ZE 1xxx02 | 3 M ZE 1xxx03 | 4 M ZEC 1xxx04 | 5 T ZE 1xxx05 | 6 M ZE 1xxx06 | 7 Tp ZE 1xxx07 | 8 M ZY 1xxx00 |

- xxx: 編成の番号 (169-228、234-244)
- ZY: 一等車
- ZE: 二等車
- ZC: 食堂車

うち00と01号車は先頭車で、車体に「CRH1A-xxxx」と記載されている。02と07号車はパンタグラフを搭載する。

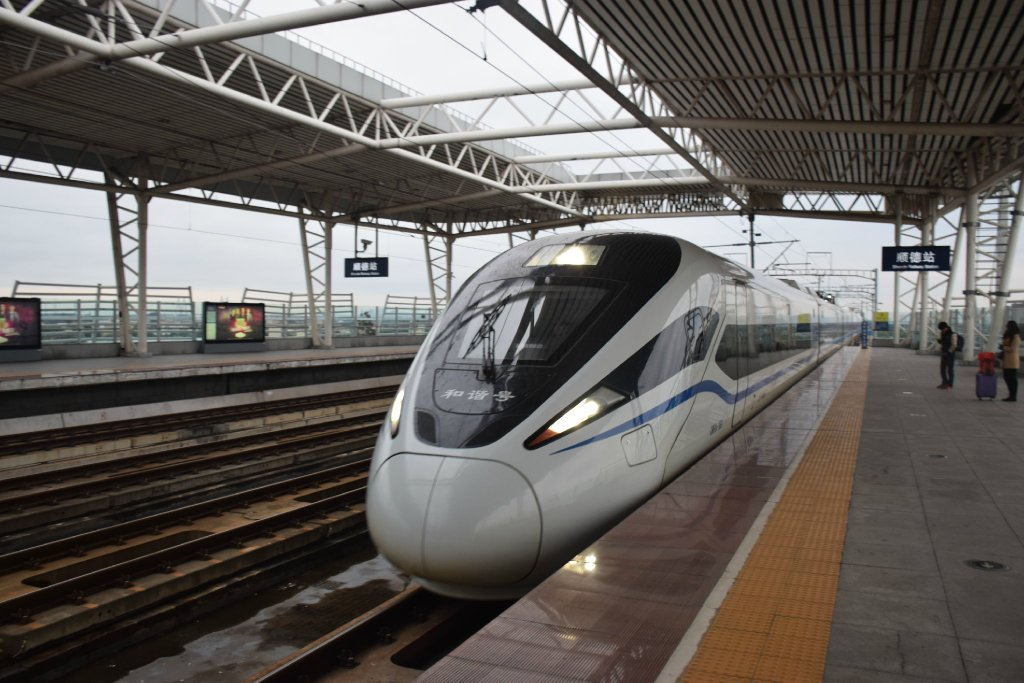
CRH1A-A

### CRH1B
CRH1B型電車は16両編成で組成され、1両目から次のように番号が振られる。
| 1 M ZE 1xxx01 | 2 Tp ZE 1xxx02 | 3 M ZE 1xxx03 | 4 M ZE 1xxx04 | 5 T ZE 1xxx05 | 6 M ZE 1xxx06 | 7 T ZE 1xxx07 | 8 Tp ZE 1xxx08 | 9 M CA 1xxx09 | 10 Tp ZE 1xxx10 | 11 M ZE 1xxx11 | 12 T ZE 1xxx12 | 13 M ZE 1xxx13 | 14 M ZY 1xxx14 | 15 Tp ZY 1xxx15 | 16 M ZY 1xxx00 |

- xxx: 編成の番号 (041-060、076-080)
- ZY: 一等車
- ZE: 二等車
- CA: 食堂車

うち00と01号車は先頭車で、02と08、15号車はパンタグラフを搭載する。
2012年10月にはCRH1Eとして製造されていた車両が編入され、新たにCRH1B-1076～1080編成となった。
そのためこれらの編成についてはそれまで製造されていた車両と外見が異なるほか、編成内の一部車両の定員数が異なっている。

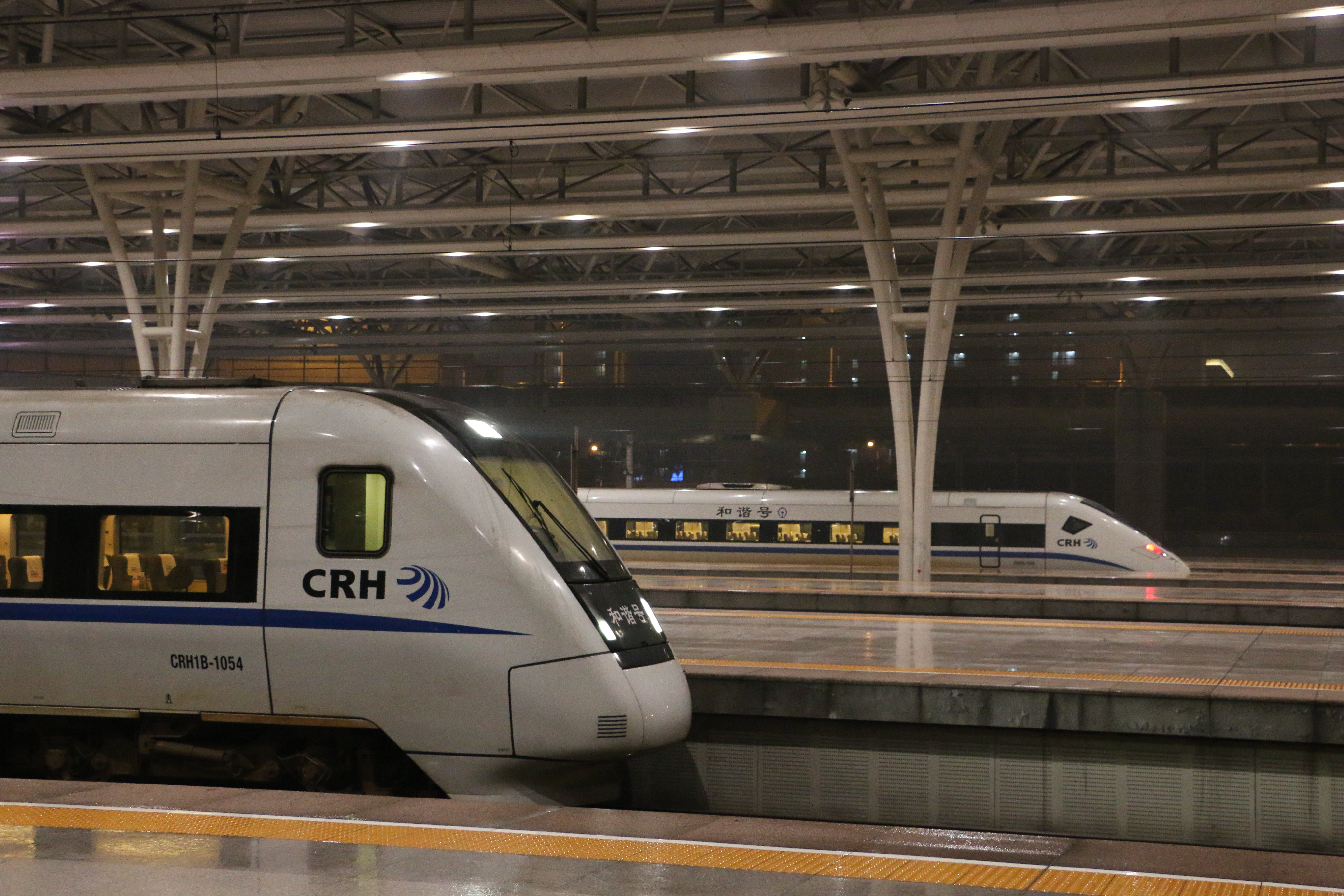
CRH1B 前方が初期車で、 奥にいるのが1076～1080編成である。

### CRH1E
CRH1E型電車は、ボンバルディア・トランスポーテーション社の高速鉄道車両Zefiro250(英)をベースにした、先頭車と食堂車を除き寝台車で組成された編成。

16両編成で組成され、1両目から次のように番号が振られる。
| 1 M ZE 1xxx01 | 2 Tp ZE 1xxx02 | 3 M WR 1xxx03 | 4 M WR 1xxx04 | 5 T WR 1xxx05 | 6 M WR 1xxx06 | 7 Tp WR 1xxx07 | 8 M WR 1xxx08 | 9 M CA 1xxx09 | 10 Tp WG 1xxx10 | 11 M WR 1xxx11 | 12 T WR 1xxx12 | 13 M WR 1xxx13 | 14 M WR 1xxx14 | 15 Tp WR 1xxx15 | 16 M ZE 1xxx00 |

- xxx: 編成の番号 (061-072)
- WR: 一等寝台車
- WG: 高級一等寝台車
- ZE: 二等車
- ZC: 食堂車

| 1 M ZE 1xxx01 | 2 Tp ZE 1xxx02 | 3 M WR 1xxx03 | 4 M WR 1xxx04 | 5 T WR 1xxx05 | 6 M WR 1xxx06 | 7 Tp WR 1xxx07 | 8 M WR 1xxx08 | 9 M CA 1xxx09 | 10 Tp WR 1xxx10 | 11 M WR 1xxx11 | 12 T WR 1xxx12 | 13 M WR 1xxx13 | 14 M WR 1xxx14 | 15 Tp WR 1xxx15 | 16 M ZE 1xxx00 |

- xxx: 編成の番号 (073-075)
- WR: 一等寝台車
- ZE: 二等車
- ZC: 食堂車

うち00と01号車は先頭車で、02と07、10、15号車はパンタグラフを搭載する。

1073～1075編成については10号車の高級一等寝台車(高级软卧)(中)が一等寝台車に置き換わっており、定員数が増加している。

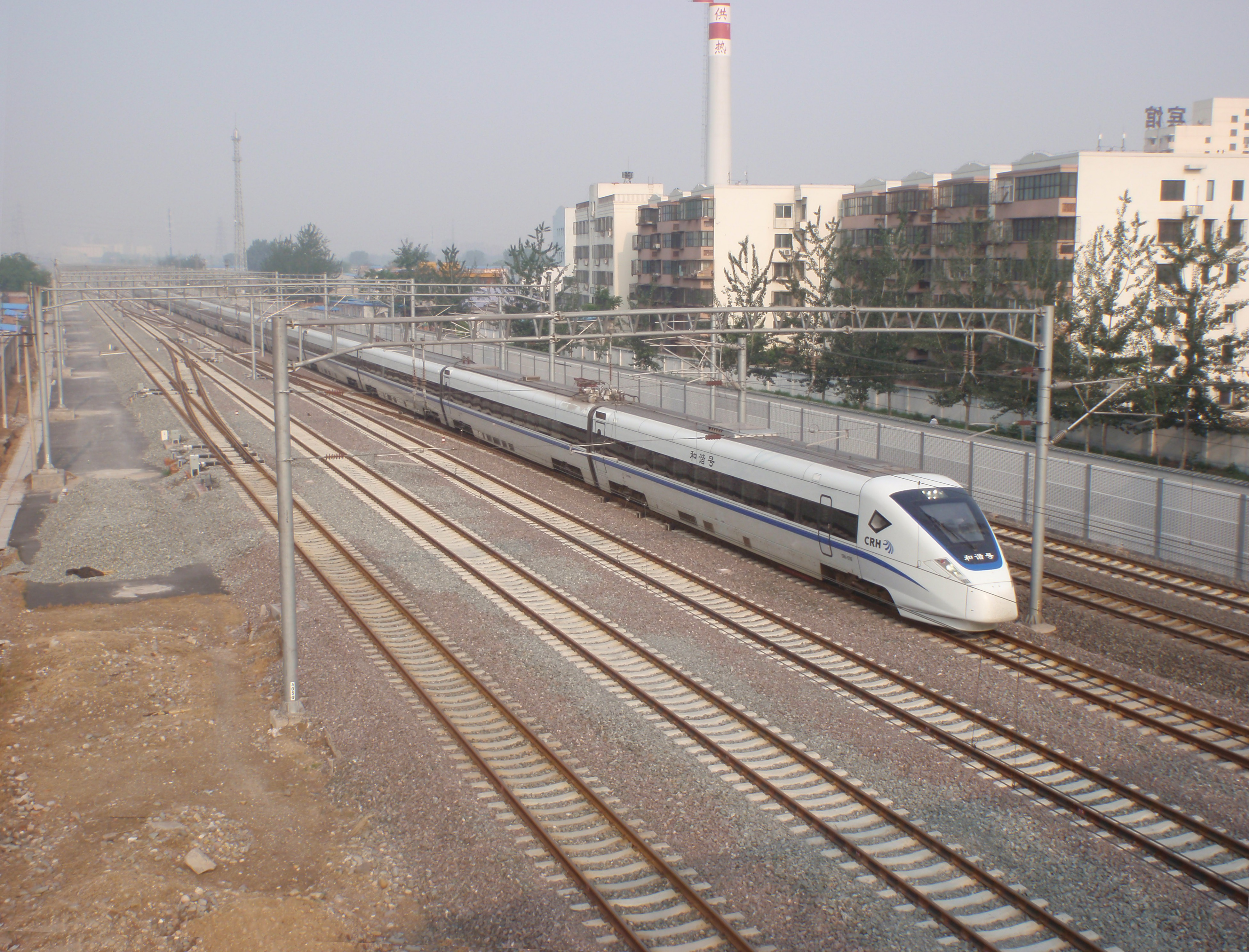
寝台車つきのCRH1E

### CRH1E-250
CRH1E-250型電車は、ボンバルディア・トランスポーテーション社の高速鉄道車両Zefiro250NG(英)をベースにした、一部が寝台車で組成された編成。2015年12月に登場した。

16両編成で組成され、1両目から次のように番号が振られる。
| 1 M ZE 1xxx01 | 2 Tp ZE 1xxx02 | 3 M WR 1xxx03 | 4 M WR 1xxx04 | 5 T WR 1xxx05 | 6 M WR 1xxx06 | 7 Tp WR 1xxx07 | 8 M WR 1xxx08 | 9 M WRC 1xxx09 | 10 Tp WR 1xxx10 | 11 M WR 1xxx11 | 12 T WR 1xxx12 | 13 M WR 1xxx13 | 14 M WR 1xxx14 | 15 Tp WR 1xxx15 | 16 M ZE 1xxx00 |

- xx: 編成の番号 (073-075)
- WR: 一等寝台車
- ZE: 二等車
- WRC : 一等寝台・食堂合造車

うち00と01号車は先頭車で、02と07、10、15号車はパンタグラフを搭載する。

CRH1Eでは食堂車であった09号車が一等寝台・食堂合造車に改められており、定員数が更に増加している。

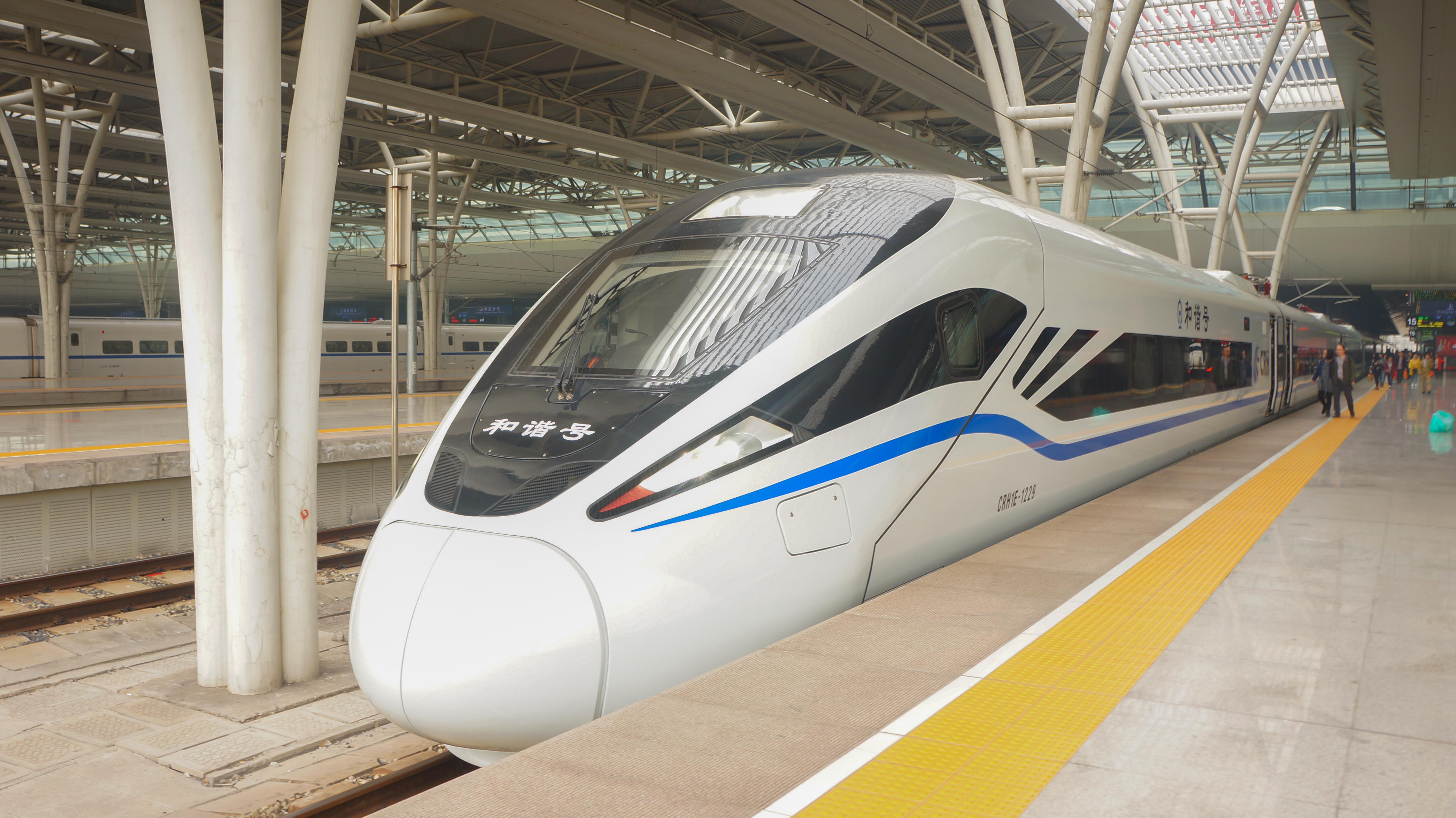
CRH1E-250
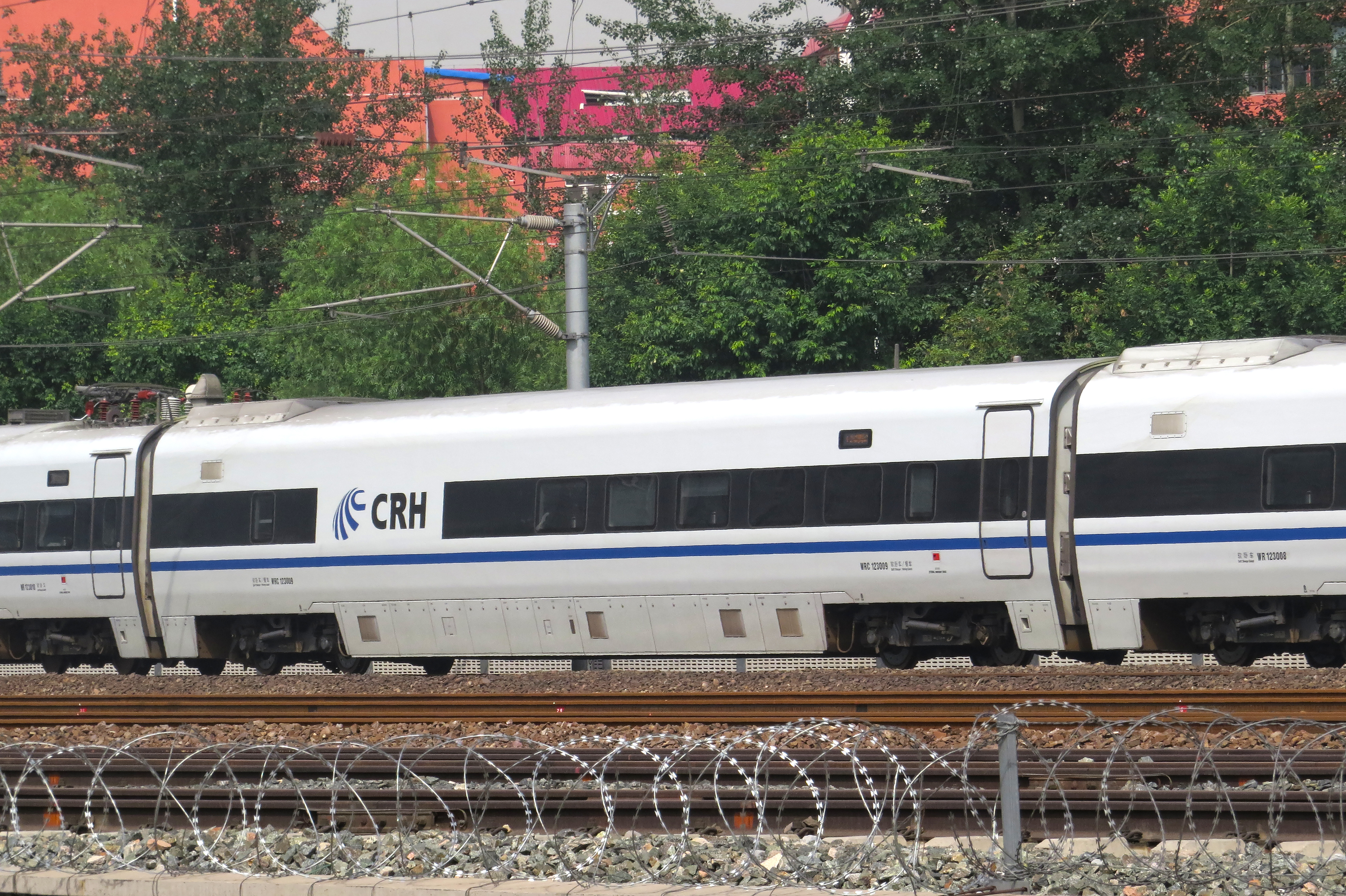
9号車に連結されている一等寝台・食堂合造車

## 備考
- CRHは 200 km/h 以上で走行する中国の高速鉄道車両の呼称である。
- 座席は回転式ではなく、集団見合い型の形態となっている。

## CRH380D
CRH380D電車は、2014年に登場した最高営業速度380km/hを目指している高速鉄道車両である。8両編成のものは CRH380D、16両編成のものはCRH380DLと呼ばれることになっている。
2010年9月にドイツのベルリンで開催されたイノトランス2010で展示された、ボンバルディア・トランスポーテーション社の高速鉄道車両Zefiro380(英)をベースにしている。

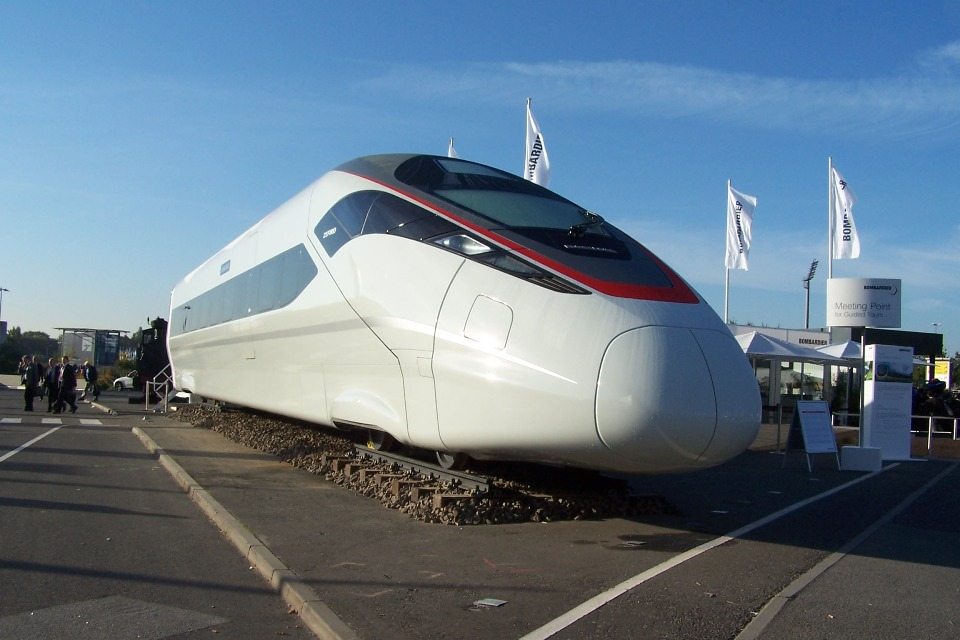
「イノトランス2010」で展示されたZefiro380のモックアップ

### 編成
CRH380D型電車は8両編成で組成され、1両目から次のように番号が振られる。

511編成以降については編成や座席配置が一部変更されており、定員が増加している。
| 1 M ZYT 1xxx01 | 2 Tp ZE 1xxx02 | 3 M ZE 1xxx03 | 4 T ZEC 1xxx04 | 5 T ZE 1xxx05 | 6 M ZE 1xxx06 | 7 Tp ZE 1xxx07 | 8 M ZET 1xxx00 |

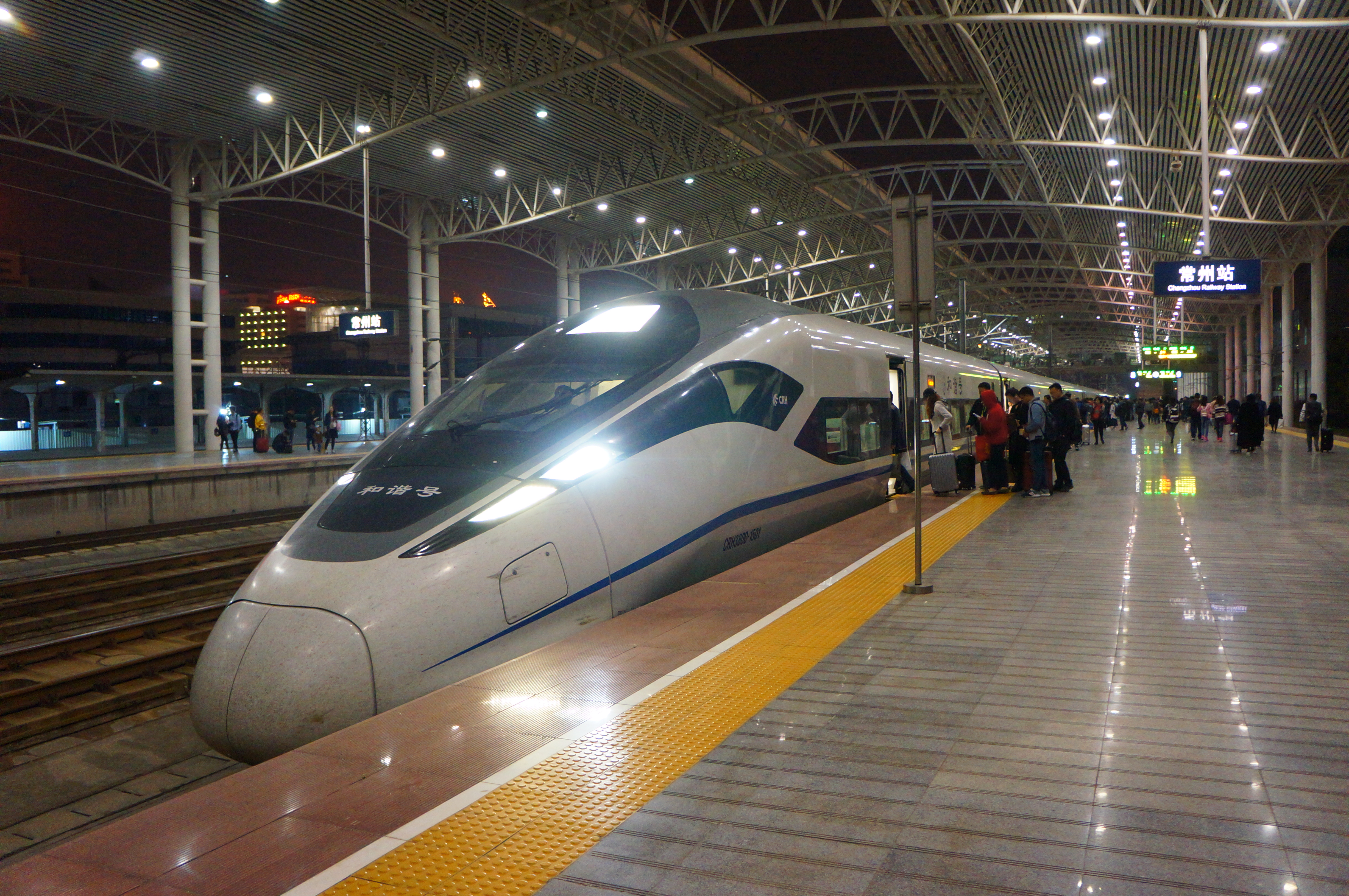
xxx: 編成の番号 (501-510)
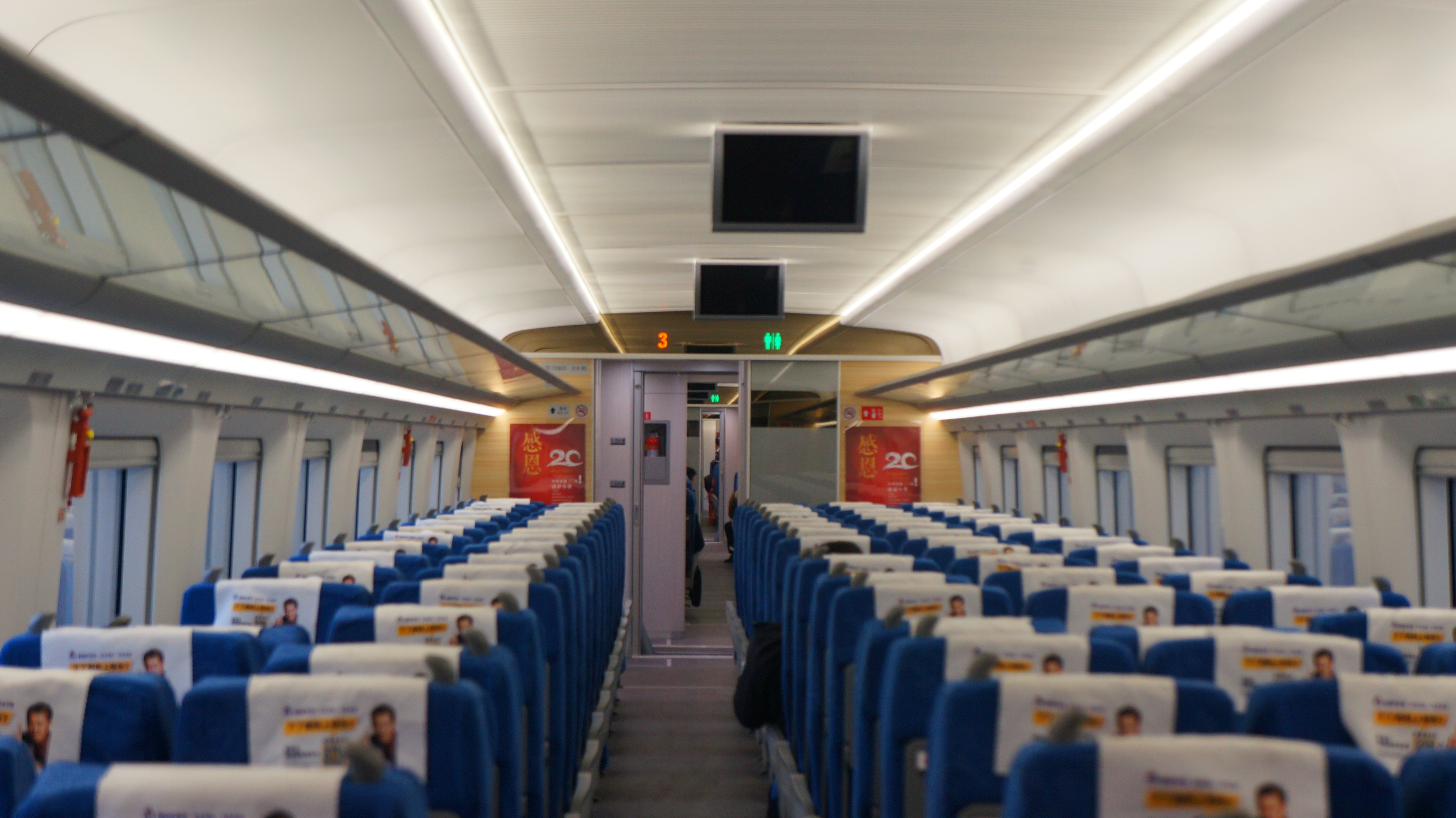
ZYT: 一等・特等合造車
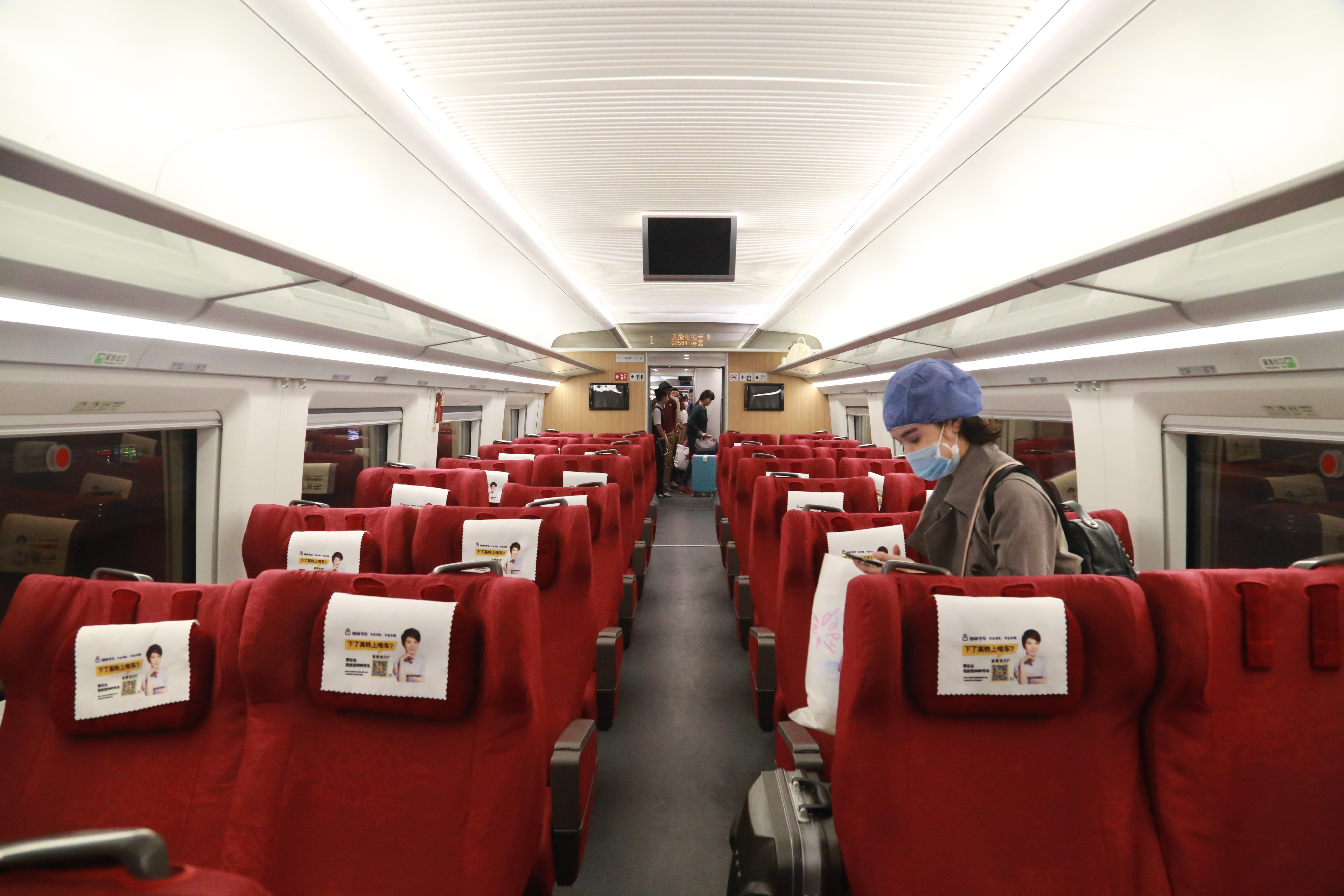
ZE: 二等車
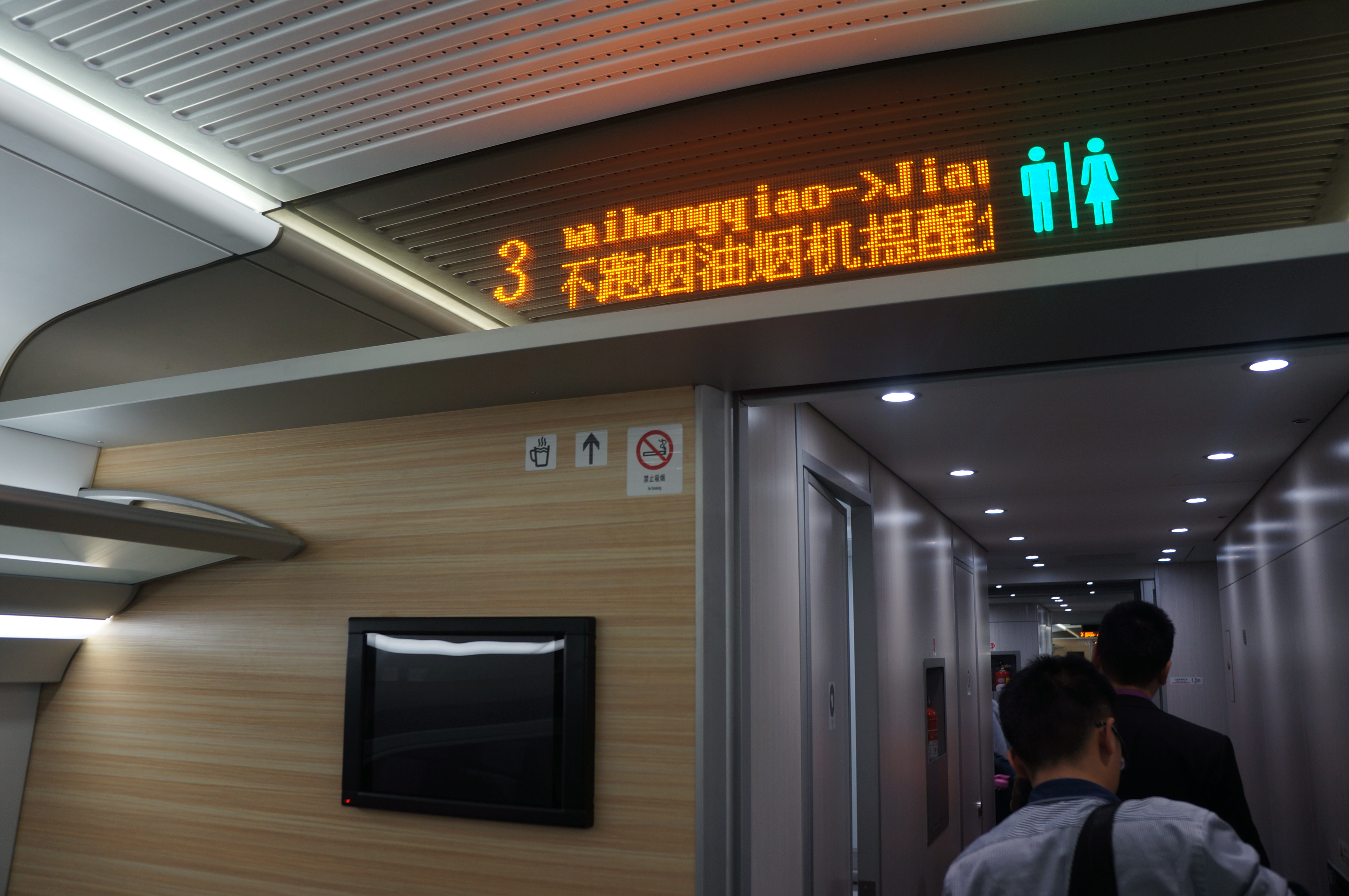
ZEC: 二等・食堂合造車

| 1 M ZYT 1xxx01 | 2 Tp ZE 1xxx02 | 3 M ZE 1xxx03 | 4 T ZE 1xxx04 | 5 T ZEC 1xxx05 | 6 M ZE 1xxx06 | 7 Tp ZE 1xxx07 | 8 M ZET 1xxx00 |

- xxx: 編成の番号 (511-585)
- ZYT: 一等・特等合造車
- ZE: 二等車
- ZEC: 二等・食堂合造車

- CRH380D-1501編成
- 二等車案内
- 一等車案内
- 車内電光掲示板